# Alcis hyberniata
Alcis hyberniata là một loài bướm đêm trong họ Geometridae.